# Katia Buffetrille
Œuvres principales
Revisiting rituals in a changing Tibetan world, (2012)
 Le Tibet est-il chinois ?, Ouvrage collectif dirigé par Katia Buffetrille et Anne-Marie Blondeau (2002)
Pèlerins, lamas et visionnaires. Sources orales et écrites sur les pèlerinages tibétains, (2000)
Tibétains, 1959-1999, quarante ans de colonisation, Ouvrage collectif dirigé par Katia Buffetrille et Charles Ramble (1998) 
 L’âge d’or du Tibet , (2019)
Compléments
Directrice de la publication de la revue Études mongoles et sibériennes, centrasiatiques et tibétaines (EMSCAT)
Katia Buffetrille, née le 2 août 1948, est une  anthropologue et tibétologue française, spécialiste de la culture tibétaine. Elle est docteur en ethnologie, ingénieur de recherche de l’EPHE (5e section) et directrice de la publication de la revue Études mongoles et sibériennes, centrasiatiques et tibétaines.
Elle prend régulièrement position dans ses domaines de compétences, en intervenant dans les médias et en collaborant à des revues spécialisées.

## Biographie et thèmes de recherche
Katia Buffetrille, née à Chamonix en 1948, est une anthropologue et une spécialiste du Tibet,, parlant et écrivant le tibétain.
Sa thèse de doctorat en ethnologie est intitulée Montagnes sacrées, lacs et grottes : lieux de pèlerinage dans le monde tibétain. Traditions écrites. Réalités vivantes. Celle-ci a été présentée en 1996 à l'université Paris-Ouest-Nanterre-La-Défense avec Alexander W. Macdonald comme directeur.
Ses domaines d'études sont l'impact de la modernité (tourisme de masse, mondialisation) sur les traditions au Tibet, la religion et ses rituels, les montagnes sacrées, les pèlerinages, la géographie sacrée, la Chine, le Tibet contemporain et les relations sino-tibétaine,.
Elle passe plusieurs mois par an au Tibet et au Népal où elle poursuit ses recherches dans ses domaines de compétence.
Elle est la première chercheuse occidentale à avoir accompli à trois reprises (en 1990, 1992 et 2002) le pèlerinage d'une semaine à la montagne d'Amnye Machen dans la préfecture autonome tibétaine de Golog dans le Qinghai (ancienne province de l'Amdo). Elle a effectué trois circumambulations autour du Kawagebo (ou Kawakarpo) dans la préfecture autonome tibétaine de Dêqên, deux autour du Kailash et une autour du Tisbri dans le Tibet central. Elle a également pris part à des pèlerinages dans de nombreux autres sites du Tibet occidental, central et oriental (Amdo et Kham, ainsi qu'au Népal et en Inde .
Elle est membre du réseau GITPA (Groupe international de travail pour les peuples autochtones) pour l'Asie.
En 2012, Katia Buffetrille fait partie des « 80 spécialistes mondiaux du Tibet » qui demandent à Xi Jinping d'intervenir pour sauver la langue tibétaine.

## Activités éditoriales et d'enseignement
En 2002, elle est coéditrice, avec Anne-Marie Blondeau, du livre Le Tibet est-il chinois ?, qui comporte des réponses de tibétologues occidentaux à un ouvrage de tibétologues chinois, Le Tibet, cent questions et réponses (100 questions about Tibet), publié sous la direction de Jing Wei et paru en 1988 aux éditions Beijing Review Press. Le Tibet est-il chinois ? fait l'objet, en 2008, d'une édition, actualisée, en langue anglaise, sous le titre Authenticating Tibet: Answers to China’s 100 Questions.
Elle participe au programme « Rituels » dans le cadre du Centre de recherches sur les civilisations chinoise, japonaise et tibétaine (UMR 8155) et est directrice, depuis 2004, de la revue Études mongoles et sibériennes, centrasiatiques et tibétaines (EMSCAT) (Études mongoles et sibériennes jusqu'à cette date).
En tant que spécialiste du Tibet, Katia Buffetrille intervient dans les médias à l'occasion d'événements spécifiques.

## Accueil critique
Concernant l'ouvrage Le Tibet est-il chinois ?, l'universitaire Fabienne Jagou considère que « tout lecteur désireux d’approcher l’histoire du Tibet sera comblé de trouver une analyse et une réflexion historiques sur un aussi grand nombre de thèmes, en contrepoint des rhétoriques de la propagande chinoise sur le Tibet ».
Françoise Aubin indique que la connaissance du « tibétain parlé autant que littéraire » par Katia Buffetrille lui a permis de « saisir dans son ensemble le phénomène de l’espace sacré, à la fois siège des dieux du terroir, yul lha, et des divinités tantriques, elle s’est adressée aussi aux textes littéraires oraux et écrits, selon une démarche globalisante encore assez rare dans les études tibétaines ».
Marie Lecomte-Tilouine, directeur de recherche au CNRS, recommande à tous les tibétologues et himalayistes la lecture de Pèlerins, lamas et visionnaires. Sources orales et écrites sur les pèlerinages tibétains.
L'historien Vincent Goossaert considère que Katia Buffetrille a contribué à la connaissance des pèlerinages tibétains.
Jean-Paul Ribes, président du comité de soutien au peuple tibétain, considère que la lecture de la revue Tibétains, 1959-1999, quarante ans de colonisation, est enrichissante pour ceux qui s'intéressent à la culture du Tibet.
Pour le professeur de droit international Barry Sautman, alors qu'aucun pays ne reconnaît le Tibet comme État, colonie ou territoire occupé, des ouvrages comme le livre de Katia Buffetrille et Charles Ramble, Tibétains, 1959-1999, quarante ans de colonisation, sont du même tonneau que la littérature de guerre froide sur le « colonialisme soviétique » : on y trouve peu de preuves crédibles, voire aucune, de pratiques colonialistes ; en fait le but recherché est d'inciter au séparatisme. Toutefois, l'ethnologue et directeur de Recherche au CNRS Gisèle Krauskopff fait remarquer qu'en dépit de son « titre chaud », l'ouvrage coédité par  Katia Buffetrille et Charles Ramble, ne traite pas uniquement de « l’identité tibétaine depuis la mainmise chinoise », « ce qui fait la valeur et l’intérêt des six textes ici réunis est qu’ils abordent des aspects largement ignorés de la civilisation tibétaine. ».
Pour Pierre-Antoine Donnet, L'Âge d'or du Tibet (XVIIe et XVIIIe siècles) de Katia Buffetrille « représente une somme de savoir sur la vie quotidienne des Tibétains aux XVIIe et XVIIIe siècles, lorsque le « Pays des neiges » avait atteint son apogée, pour devenir alors une civilisation brillante, civilisation aujourd’hui menacée dans son existence. »

## Distinctions
- Officier dans l'Ordre des Palmes académiques (2015)
- Prix de l'Académie Charles Cros (2017)[26].

## Publications
Ses ouvrages ont été publiés à travers le monde dans neuf pays dont l'Inde, l'Australie, les États-Unis, l'Allemagne, le Japon.

### Livres
- 1994 : The Halase-Maratika Caves (Eastern Nepal): a Sacred place claimed by both: Hindus and Buddhists, Pondy papers in social sciences, Institut français de Pondichéry, no 16, 70 pages.
- 2000 : Pèlerins, lamas et visionnaires. Sources orales et écrites sur les pèlerinages tibétains, coll. Arbeitskreis für Tibetische und Buddhistische Studien Universität Wien.
- 2019 : L'Âge d'or du Tibet (XVIIe et XVIIIe siècles), Éditions Les Belles Lettres, Paris, 2019.

### Direction d'ouvrage collectif ou de revues
- 1998 : Tibétains 1959-1999 : 40 ans de colonisation. Ouvrage collectif dirigé par Katia Buffetrille et Charles Ramble avec Robbie Barnett, Georges Dreyfus, Samten G. Karmay, Per Kværne et Jigmé Namgyèl no 108. Septembre 1998 (Paris, éditions Autrement. Collection Monde).
- 2002 : Le Tibet est-il chinois ? Réponses à cent questions chinoises sur le Tibet. De Anne-Marie Blondeau et Katia Buffetrille, collection "Sciences des Religions", (Paris, EPHE et Albin Michel).

- 2002 : Territory and Identity in Tibet and the Himalayas, in Tibetan Studies. Avec Hildegard Diemberger. Proceedings of the IXth Seminar of the International Association for Tibetan Studies. Leyde, 2000, (Leyde, Brill).
- 2008 : Authenticating Tibet: Answers to China's One-Hundred Questions. De Anne-Marie Blondeau, Katia Buffetrille, préface de Donald Lopez, (Berkeley-Los Angeles-London, University of California Press).
- 2012 : Revisiting Rituals in a Changing Tibetan World. Actes de la conférence La transformation des rituels dans l’aire tibétaine à l’époque contemporaine (Transformation of rituals in the Tibetan area at the contemporary period, tenue le 8 et 9 novembre 2007 au Collège de France (Leyde-Boston, Brill).
- 2012 : Tibet : créer pour résister, Monde chinois. Nouvelle Asie, numéro 31.
- 2012 : L’Histoire du Tibet du XIIe au XXIe siècle. Avec Françoise Robin. Les documents de travail du Sénat. Actes de la journée de conférences du 3 mars 2012, n° GA 104. www.senat.fr/notice-rapport/2011/ga104-notice.html
- 2012 : « Tibet is Burning. Self-Immolations: Ritual or Political Protest? » Avec Françoise Robin. Actes de la conférence tenue Collège de France le 14 et 15 mai 2012. Revues d’études tibétaines.
- 2013 : D’une anthropologie du chamanisme vers une anthropologie du croire. Hommage à l’œuvre de R. Hamayon. EMSCAT. Avec J.L. Lambert, N. Luca, A. de Sales), Hors série.
- 2014 : Tibet 1980-2014. Actes de la journée de conférences au Sénat (24 mai 2014)
- 2017 : Musique et épopée en Haute-Asie. Mélanges offerts à Mireille Helffer à l’occasion de son 90e anniversaire (Paris, L’Asiathèque). Avec Isabelle Henrion-Dourcy. « Coup de cœur Musique du monde 2018 » de l’Académie Charles Cros

### Traductions
- 2010 : Eugène Burnouf Introduction to the history of Indian Buddhism. Avec Donald S. Lopez. Chicago/London, The University of Chicago Press. 600 pages. (Paperback publication in 2015).

### Articles et préfaces
- 1987 : « Labrang: Tibetan médecine », avec Yonten Gyatso, Newsletter no 10. International Association for the Study of Traditional Asian Medecine (Paris, EHESS), p. 7-10.
- 1987 : « Un rituel de mariage tibétain », l'Ethnographie. Paris, tome LXXXIII, p. 35-62.
- 1989 : « La restauration du monastère tibétain de bSam yas : un exemple de la continuité dans la relation chapelain-donateur au Tibet ? », Journal asiatique, tome CCLXXVII, Paris, no 3-4, p. 363-413.

- 1994 : « Un guide de pèlerinage bon po de l'Amnye Machen », Lungta, Dharamsala, no 8, p. 20-24
- 1994 : « A Bon po pilgrimage guide to Amnye Machen », Lungta, Dharamsala, no 8, p. 20-24. (Version anglaise).
- 1994 : « The Blue lake and its island: legends and pilgrimage guide », Tibet Journal, Dharamsala, vol. XIX, no 4, hiver : 2-23.
- 1999 : « Collection of Photographs at the Centre d'études sur les religions tibétaines, Paris »[28], avec Marie Lecomte-Tilouine, European Bulletin of Himalayan Research. A Special Double Issue on Photography Dedicated to Corneille Jest, CNRS, Paris. SOAS, Londres. SAI, Heidelberg, no 15-16, p. 101-102.
- 1999 : « The Route to Hell »[29] European Bulletin of Himalayan Research. A Special Double Issue on Photography Dedicated to Corneille Jest, CNRS, Paris. SOAS, Londres. SAI, Heidelberg. no 15-16, p.  37.
- 2000 : « Les diverses autorités religieuses du Tibet face au pouvoir chinois », Géographie et cultures, Paris, no 34, p. 63-77.
- 2003 : Préface de  «Fascination tibétaine : du bouddhisme, de l'Occident et de quelques mythes» de Donald Lopez, traduit de l'anglais par Nathalie Münter Guiu, Paris, Éditions Autrement, 2003.
- 2004 : « Jeu et rituel ou comment le jeu peut être un rituel : le glu/klu rol du sixième mois dans la région de Reb gong (A mdo) », in Études mongoles, sibériennes, centrasiatiques et tibétaines. No 35. Automne 2004, p. 203-229.
- 2004 : « Pilgrimage and incest: The case of mChod rten nyi ma », Bulletin of Tibetology. Namgyal Institute of Tibetology. Gangtok. Sikkim. Printemps 2004, p. 5-38.

- 2007 : « Eine Pilgerreise zum Berg Amnye Machen im 21. Jahrhundert. Analyse einer dynamischen Entwicklung in Amdo », Chökor Tibethaus-Journal, Ausbabe no 44, Dezember 2007, 29-43. (Version allemande de « The Evolution of a Tibetan Pilgrimage: the Pilgrimage to A myes rMa chen Mountain in the 21st Century ». Symposium on Contemporary Tibetan Studies, 21st century Tibet Issue, Collected Papers (Taipeh, Mongolian and Tibetan Affairs Commission).
- 2008 : « Some remarks on mediums: the case of the lha pa of the musical festival (glu rol) of Sog ru (A mdo) », Mongolo-Tibetica Pragensia ’08, vol. 1, no 2, Charles University, Prague, p. 13-66.
- 2010 : « ‘May the new emerge from the ancient! May the ancient serve the present!’ The Gesar festival of Rma chen (A mdo 2002) », in Roberto Vitali (ed.) Proceedings of the International Seminar on Tibetan and Himalayan Studies. Dharamsala, 3-5 septembre 2009. The Tibet Journal, Special Issue. Automne 2009 vol. XXXIV n.3, été 2010 vol.XXXV n.2, p. 523-554.
- 2010 : « Tibet: économie et société sous le régime communiste », avec Matthew Akester, Le Monde chinois, hiver 2009-2010, no 21, pp.  84-91.
- 2012 : Préface de « Tibet is Burning. Self-Immolations: Ritual or Political Protest? » avec Françoise Robin, in K. Buffetrille and F. Robin Tibet is Burning. Self-Immolations: Ritual or Political Protest?, Revues d’études tibétaines numéro 25 en ligne: V-X.
- 2012 : « Self-immolation in Tibet: Some Reflections on an Unfolding History », in K. Buffetrille et F. Robin Tibet is Burning. Self-Immolations: Ritual or Political Protest? Revues d’Études Tibétaines no 25 en ligne : 1-18
- 2012 : Introduction de « Tibet : créer pour résister », Monde chinois, Nouvelle Asie, numéro 31, p. 21-26.
- 2012 : « Le festival de Gesar de Rma chen (Amdo, 2002). À qui sert Gesar ? Le héros de l'épopée tibétaine au service de plusieurs causes », Monde chinois, Nouvelle Asie, numéro 31, p. 56-63.
- 2012 : « Le Tibet au tournant du XXIe siècle », Le Monde chinois, Nouvelle Asie, numéro 29, p. 109-117.
- 2012 : « Le dalai lama : retour au seul pouvoir religieux », in K. Buffetrille et F. Robin (éds) L’histoire du Tibet du XIIe au XXIe siècle. Les documents de travail du Sénat. Compte-rendu de la journée de conférences du 3 mars 2012, n° GA 104 : 69-78.
- 2015 : « Les formes tibétaines de contestation des politiques chinoises : 1980-2014 », in K. Buffetrille (éd.) Tibet 1980-2014. Actes de la journée de conférences au Sénat (24 mai 2014)
- 2015 : « Philippe Sagant, la passion de l’ethnologie », avec Marie Lecomte-Tilouine, Études mongoles et sibériennes, centrasiatiques et tibétaines [Online], 46 | 2015, Online since 10 September 2015.
- 2016 : « Les nomades tibétains et les 10 nouvelles vertus », in M. F. Bennes (ed.) Les Tibétains (Paris, Ateliers Dougier), p. 46-56.
- 2016 : « L’immolation par le feu comme protestation politique », in M. F. Bennes (ed.) Les Tibétains (Paris, Ateliers Dougier), p. 56-59.
- 2017 : « The Kawakarpo mountain between tradition and modernity », Shangri-la Anniversary volume (Dechen)

### Chapitres de livres
- 1988 : « Dergué, l'imprimerie du Tibet », Himalayas, Cachemire, Népal, Bhoutan, Tibet (Editions Autrement. no 28, février, p. 131-136.
- 1989 : « Tibet », avec Fernand Meyer, Guides bleus sur la Chine (Paris, Hachette Guides bleus), p. 488-491, 709-781, 841-844.
- 1992 : « Questions soulevées par la restauration du monastère tibétain de bSam yas », in S. Ihara et Z. Yamaguchi (eds), Tibetan Studies. Proceedings of the Vth International Seminar of Tibetan Studies, (Naritasan, Japon), vol. 2, p. 377-387.
- 1992 : Supplément de La Grande Encyclopédie Larousse, section « Art » (Paris, Larousse), p. 630, 461, 585, 586, 352.
- 1992 : « Preliminary Remarks on a Sherpa Pilgrimage: the pilgrimage to the Milk Lake in the District of Solu (Nepal) », in G. Toffin (ed.) Anthropology of Nepal (Kathmandu, Centre culturel français), p. 97-111.
- 1994 : « Revitalisation d'un lieu saint bouddhique : les grottes de Halase-Maratika. District de Diktel. Népal », in P. Kvaerne (ed.) Tibetan Studies. Proceedings of the VIth Seminar of the International Association for Tibetan Studies. Fagernes 1992 (Oslo, The Institute for Comparative Research in Human Culture), Vol I, p. 81-90.
- 1996 : « One day the mountains will go away... Preliminary remarks on the flying mountains of Tibet », in A.M. Blondeau et E. Steinkellner (eds) Reflections of the Mountain: Essays on the History and Social Meaning of the Mountain Cult in Tibet and the Himalaya. Österreichische Akademie der Wissenschaften. Veröffentlichungen der Kommission für sozialanthropologie Nr.1. (Wien, Verlag der Österreischiche Akademie der Wissenschaften), p. 77-90.
- 1997 : « Un guide de pèlerinage inédit d'un lama sherpa », in S. Karmay et P. Sagant (eds) Les habitants du toit du monde. Hommage à A.W. Macdonald (Nanterre, Société d'ethnologie), p. 441-459.
- 1997 : « The Great Pilgrimage of A myes rMa-chen : Written Traditions, Living Realities », in A.W. Macdonald (ed.) Mandala and Landscape (Delhi, D.K. Printworld), 75-132.
- 1997 : « Lhasa, ville de pèlerinage au XVIIe siècle », in F. Pommaret (ed.) Lhasa, lieu du divin. La Capitale des Dalaï lama (Genève, Olizane), p. 191-201.
- 1998 : « Pèlerinages et montagnes sacrées », in K. Buffetrille et C. Ramble (eds.) Tibétains 1959-1999 : 40 ans de colonisation (Editions Autrement. Collection Monde, no 108, Septembre), p. 96-128.
- 1998 : « L'identité bönpo aujourd'hui », avec S. G. Karmay, in K. Buffetrille et C. Ramble (eds.) Tibétains 1959-1999 : 40 ans de colonisation (Editions Autrement. Collection Monde, no 108. Septembre), p. 74-95.
- 1998 : « Inceste et pèlerinage : le cas de mChod rten nyi ma », in A.M. Blondeau (ed.) Tibetan Mountain Deities. Their Cults and Representations. Proceedings of the VIIth Seminar of the International Association for Tibetan Studies. Graz 1995. (Wien, Verlag des Österreichischen Akademie des Wissenschaften), 19-39.
- 1998 : « Reflections on Pilgrimages to Sacred Mountains, Lakes and Caves », in Alex McKay (ed.) Pilgrimage in Tibet (Curzon Press Ltd et IIAS), p. 18-34.
- 1999 : « The Blue lake and its island : legends and pilgrimage guide », in T. Huber (ed.) Sacred spaces and Powerful Places in Tibetan Religious Culture : A collection of Essays. (Dharamsala, LTWA), p. 105-124 (Version revue et corrigée).
- 1999 : Préface à la nouvelle édition du livre de G. Tucci Tibet Pays des Neiges (Paris, Editions Kailash), p. 7-8.
- 2002 : « Qui est Khri ka'i yul lha ? Dieu tibétain du terroir, dieu chinois de la littérature ou de la guerre ? Un problème d'identité divine en A mdo » in K. Buffetrille et H. Diemberger (eds.) Territory and Identity in Tibet and the Himalayas, Tibetan Studies. Proceedings of the IXth Seminar of the International Association for Tibetan Studies. Leyde, 2000 (Leyden, Brill), p. 135-158.
- 2002 : « Manger la montagne. Cultes par monts et par vaux en pays tibétain », in J.-P. Avouac et P. de Wever (eds), Himalaya-Tibet : le choc des continents (Éditions du CNRS-Éditions du Muséum national d'Histoire naturelle), p. 163-169
- 2002 : Réponses aux questions 41 (p. 187-189), 86 (p. 361), 87 (p. 361-363), glossaire (p. 429-446) et chronologie comparée Tibet-Chine (PP. 451-457), in A.M. Blondeau et K. Buffetrille (eds) Le Tibet est-il chinois ? Réponses à cent questions chinoises sur le Tibet. (Collection "Sciences des Religions", EPHE et Albin Michel).
- 2002 : (avec A.M. Blondeau) Avant-propos, questions 58 à 67 (p. 248-255), in A.M. Blondeau et K. Buffetrille (eds) Le Tibet est-il chinois ? Réponses à cent questions chinoises sur le Tibet. (Collection "Sciences des Religions", EPHE et Albin Michel).
- 2002 : questions 88 et 89 (p. 361-369), avec J. Gyatso, in A.M. Blondeau et K. Buffetrille (eds) Le Tibet est-il chinois ? Réponses à cent questions chinoises sur le Tibet. (Collection "Sciences des Religions", E.P.H.E. et Albin Michel).
- 2003 : « Lhasa, city of pilgrimage », in F. Pommaret (éd.) Lhasa the Dalai lamas' capital (Brill. Leyde), p. 157-166
- 2004 : « The Evolution of a Tibetan Pilgrimage: the Pilgrimage to A myes rMa chen Mountain in the 21st Century ». Symposium on Contemporary Tibetan Studies, 21st century Tibet Issue. Collected Papers  (Taipeh, Mongolian and Tibetan Affairs Commission), p. 325-363.
- 2004 : « Pilgrimage: Tibetan Pilgrimage » in Lindsay Jones (ed) Encyclopedia of Religion, 2nd ed., vol. 10 (Detroit, Michigan: Thomson Gale, 2005), p. 7166-7168.
- 2004 : « Un Tibétain en ville » et « Loin du Tibet » in P. Blanchard et E. Deroo (éds) Le Paris-Asie (Paris, La Découverte), p. 187 et 189.
- 2007 : « ‘Pays caché’ ou ‘Avenir radieux ?’ Le choix de Shes rab rgya mtsho », in B. Kellner, H. Krasser, H. Lasic, M.T. Much, H. Tauscher (eds.) Pramanakirtih. Papers dedicated to Ernst Steinkellner on the occasion of his 70th birthday. Part 1. Wiener Studien zur Tibetologie und Buddhismuskunde 70.1. (Wien, Arbeitskreis für Tibetische und Buddhistische Studien Universität Wien), p. 1-22.
- 2008 : « Le dalaï lama, entre traditionalisme et modernité, in B. Badie et S. Tolotti (éds) L’état du monde (Paris, La découverte), p. 169-173.
- 2010 : « Khyung mo monastery (A mdo) and its ‘map’ of ’Ol mo lung ring », East and West no . 58 I-IV. Rome, IsMEO, p. 313-326.
- 2010 : « La montagne sacrée au Tibet », in Julien Ries (ed.) Montagnes sacrées (Paris, CNRS éditions), p. 71-87.
- 2010 : « La montagna sacra in Tibet », in Julien Ries (éd.) Montagna sacra (Forte di Bard, Jaca Book), p. 71-87.
- 2012 : « Pilgrimage in Tibet » in Richard Payne ed.) Oxford Bibliographies in Buddhism. New York: Oxford University Press.
- 2012 : Pilgrimage and incest: the case of Mchod rten Nyi ma (re-publication) in Tibetan Civilization and Nomadic Peoples of Eurasia: Cultural Contacts, collection of articles devoted to Rabdan Tsyrendorzhiyev (May 19, 1923 – April 15, 1999). Buryat Culture Society, p. 23-59.
- 2012 : « Introduction », in K. Buffetrille (ed.) Revisiting Rituals in a Changing Tibetan World, (Leyde-Boston, Brill), p. 1-7.
- 2012 : « Low tricks and high stakes surrounding a holy place in eastern Nepal: The Halesi-Māratika caves », in K. Buffetrille (ed.) Rituals of the Tibetan world in a changing World (Leyde-Boston, Brill), p. 163-208
- 2013 : « Un mariage tibétain en images », in Katia Buffetrille et al (éds) D’une anthropologie du chamanisme vers une anthropologie du croire. Hommage à l’œuvre de R. Hamayon. EMSCAT. Hors série : 734-749.
- 2013 : « Tibetan pilgrims and pilgrimages in the People’s Republic of China », in B.M. Pande (ed.) Collective Wisdom. Preservation and Development of Buddhism. Proceedings of the conference held in Delhi 2011 by the Buddhist Global Congregation. Delhi, Motilal Banasirdas : 55-64.
- 2013 : « Peuples minoritaires et expression de la diversité en R.P.C. Les cas mongol et tibétain », avec M.-D. Even, in M. Mathien (ed.) L’expression de la diversité culturelle : Un enjeu mondial. actes du colloque international Chaire UNESCO de l’université de Strasbourg « Les medias de l’expression de la diversité culturelle: constats et perspectives ». Université de Strasbourg (14-15 et 16 février 2012) (Bruxelles, Éditions Bruylant), p. 87-100.
- 2013 : « The rTsib ri pilgrimage : Merit as a collective duty », in F.K. Ehrhard and P. Maurer (eds)  Nepalica-Tibetica. Festgabe for C. Cüppers (Andiast, International Institute for Tibetan and Buddhist Studies GmbH), p. 37-64.
- 2014 : « The pilgrimage to Mount Kha ba dkar po: a metaphor for the bar do? » in C. Cueppers & Max Deeg (eds) Searching for the Dharma, Finding Salvation - Buddhist Pilgrimage in Time and Space. Proceedings of the workshop « Buddhist Pilgrimage in History and Present Time » at the Lumbini International Research Institute, Lumbini 11-13 January 2010, (Lumbini, Liri), p. 197-220.
- 2014 : « Lakes, Springs and Good Health », in C. Ramble and U. Roesler (eds) Tibetan and Himalayan Healing. An Anthology for Anthony Aris (Katmandu, Vajra books), p. 97-104.
- 2015 : « Some remarks on Bya rung kha shor and others Buddhist replicas in Amdo », in H. Havnevick and C. Ramble (eds) From Bhakti to Bon: Festschrift for Per Kværne (Oslo: Novus), p. 133-152.
- 2015 : « A controversy on vegetarianism », in R. Vitali (ed.) Trails of the Tibetan Tradition, Papers for Elliot Sperling (Dharamsala, Amye Machen Institute), p. 113-128.
- http://himalaya.socanth.cam.ac.uk/collections/journals/ret/pdf/ret_31_09.pdf
- 2016 : « L'inspiration spirituelle au Tibet : la littérature de pèlerinage », in F. Raviez (ed.), Poétique du spirituel, Actes du colloque La poétique du spirituel (29 mars 2013) (Arras,  Artois Presses Université), p. 49-64
- 2016 : « Corps sacrifiés, corps sanctifiés. Immolations, funérailles et martyre au Tibet », in A. Caiozzo (ed.) Mythes, rites et émotions : les funérailles le long de la Route de la soie. Actes du colloque Mythes, rites et émotions : les funérailles le long de la Route de la soie, Université Paris 7 Denis Diderot, 8 et 9 mars 2013. (Paris, Honoré Champion), p. 343-360.
- 2017 : Un parcours tibétain, avec Samten G. Karmay, in K. Buffetrille et I. Henrion-Dourcy (eds) Musique et épopée en Haute-Asie. Mélanges offerts à Mireille Helffer à l’occasion de son 90e anniversaire (Paris, L’Asiathèque), p. 409-428.

### Journaux
- Chine et Tibet, une si longue histoire Le Monde, 12 mars 2008.
- « L'immolation est, pour les Tibétains, le seul moyen de s'exprimer » Le Monde, 9 février 2012[30].
- Quand les Tibétains s’immolent. Rencontre avec Katia Buffetrille Sciences Humaines, 27 juin 2012.
- Les toponymes tibétains sont associés à des traditions que la sinisation supprime Le Point, 12 mai 2016[31].

### Lectures critiques
- Yeh Emily T., Taming Tibet: Landscape Transformation and the Gift of Chinese Development, Cornell University Press, Ithaca et Londres 2013
- Fauconnet-Buzelin Françoise, Les martyrs oubliés du Tibet. Chronique d'une rencontre manquée(1855-1940) » Études mongoles et sibériennes, centrasiatiques et tibétaines 43-44 (2013).
- Powers John et Templeman David, Historical Dictionary of Tibet, The Scarecrow Press, Inc. Lanham-Toronto-Plymouth, UK.  2012.
- « McKay Alex (éd.), Tibet and Her Neighbours: A History », Études mongoles et sibériennes, centrasiatiques et tibétaines, 36-37, mis en ligne le 25 février 2009

### Autres publications
- Voir ses autres publications sur CRCAO et Bibliographie de K. Buffetrille.

## Colloques
- Tibet 1980-2014 Sénat : Groupe  d'information internationale sur le Tibet, mai 2014.
- L'Histoire du Tibet du XVIIe au XXIe siècle Sénat : Groupe  d'information internationale sur le Tibet, mars 2012.
- Colloque Organisé par le Centre de recherche sur les civilisations chinoise, japonaise et tibétaine (UMR 8155), l’École pratique des hautes études (Section des sciences religieuses), et l’Institut des études tibétaines (Collège de France) sous la responsabilité de Katia Buffetrille, 2007.